# Memento Mori (The X-Files)
«Memento Mori» es el decimocuarto episodio de la cuarta temporada de la serie de televisión estadounidense de ciencia ficción The X-Files. Se estrenó en la cadena Fox el 9 de febrero de 1997. Fue dirigido por Rob Bowman y escrito por el creador de la serie Chris Carter, Vince Gilligan, John Shiban y Frank Spotnitz. «Memento Mori» contó con apariciones especiales de Sheila Larken, David Lovgren y Morris Panych. El episodio ayudó a explorar la mitología general, o historia ficticia de The X-Files. «Memento Mori» obtuvo una calificación Nielsen de 15,5, siendo visto por 19,1 millones de personas en su emisión inicial. El título se traduce del latín como «recuerda que morirás».
El programa se centra en los agentes especiales del FBI Fox Mulder (David Duchovny) y Dana Scully (Gillian Anderson) que trabajan en casos relacionados con lo paranormal, llamados expedientes X. Cuando a Scully se le diagnostica un tumor nasofaríngeo inoperable, Mulder intenta descubrir qué le sucedió durante su experiencia de abducción, creyendo que los dos eventos están relacionados.
«Memento Mori» se escribió en solo dos días, cuando el escritor de la serie anterior, Darin Morgan, no contribuyó con un guion para la temporada. La discusión entre el equipo de redacción llevó a la decisión «obligatoria» de que Scully fuera diagnosticada con cáncer, aunque la decisión no fue unánime. El actor invitado Lovgren interpretó múltiples clones de su personaje utilizando técnicas de posproducción para fusionar varias tomas, mientras que el actor Pat Skipper tuvo una escena cortada del episodio final por restricciones de tiempo, y luego apareció en el final de temporada.

## Argumento
Dana Scully (Gillian Anderson) se entera de que tiene un tumor canceroso entre los senos paranasales y el cerebro. Inicialmente, solo cuenta el diagnóstico a Fox Mulder (David Duchovny) y Walter Skinner (Mitch Pileggi), y está decidida a seguir trabajando. Los agentes se dirigen a Allentown, Pensilvania, para ver a Betsy Hagopian, miembro de Mutual UFO Network a quien se descubrió previamente que padecía síntomas similares. Los agentes se enteran de que Betsy ha muerto, pero encuentran a alguien que usa su línea telefónica. Rastrean la llamada a Kurt Crawford (David Lovgren), miembro de MUFON. Crawford les dice que todos menos uno de los miembros de MUFON que Scully conoció anteriormente han muerto de cáncer. Scully se muestra escéptica ante las afirmaciones de Mulder y Crawford de que una conspiración del gobierno y su abducción están detrás de su enfermedad.
Scully visita al último miembro sobreviviente de MUFON, Penny Northern, quien está siendo tratada por cáncer en un centro médico. Mientras tanto, Mulder descubre que todos los abducidos no tenían hijos pero habían sido tratados en una clínica de fertilidad cercana. Cuando Mulder es llamado por Scully, un asesino, el Hombre de pelo gris (Morris Panych) llega y mata a Crawford con un arma de estilete, revelando que es un híbrido extraterrestre-humano. Después de conocer al médico de Penny, el Dr. Scanlon, Scully decide comenzar la quimioterapia. Mulder se cuela en la clínica y encuentra a Crawford allí, aparentemente vivo. Mulder y «Crawford» piratean la base de datos de la computadora de la clínica y encuentran información que revela que Scully tiene un archivo allí. Mulder ve a Skinner y le pide que haga un trato con el fumador para salvar a Scully, pero Skinner lo convence de que no lo haga.
Mulder recluta a los pistoleros solitarios para que lo ayuden a ingresar a un centro de investigación de alta seguridad donde cree que puede encontrar más información sobre cómo salvar a Scully. Mientras tanto, Skinner intenta tratar directamente con el fumador por la vida de Scully, quien le dice que se pondrá en contacto con él. Dentro de las instalaciones, Mulder descubre que el Dr. Scanlon trabaja junto a varios clones de Kurt Crawford. Los clones le muestran los óvulos cosechados de Scully y dicen que están tratando de salvar la vida de las mujeres abducidas, ya que actuaron como sus madres biológicas. También esperan subvertir el proyecto de colonización como un trabajo interno. Mulder toma los óvulos de Scully y se va, siendo perseguido por el Hombre de pelo gris mientras escapa. Regresa al hospital para ver a Scully, quien le dice que Penny ha muerto pero que tiene la intención de luchar contra la enfermedad. Posteriormente, Mulder llama a Skinner para informarle que Scully está bien y que podría volver a trabajar pronto, además de agradecerle su consejo de no negociar con el fumador. Skinner y el fumador luego llegan a un acuerdo sobre su trato en reclusión.

## Producción

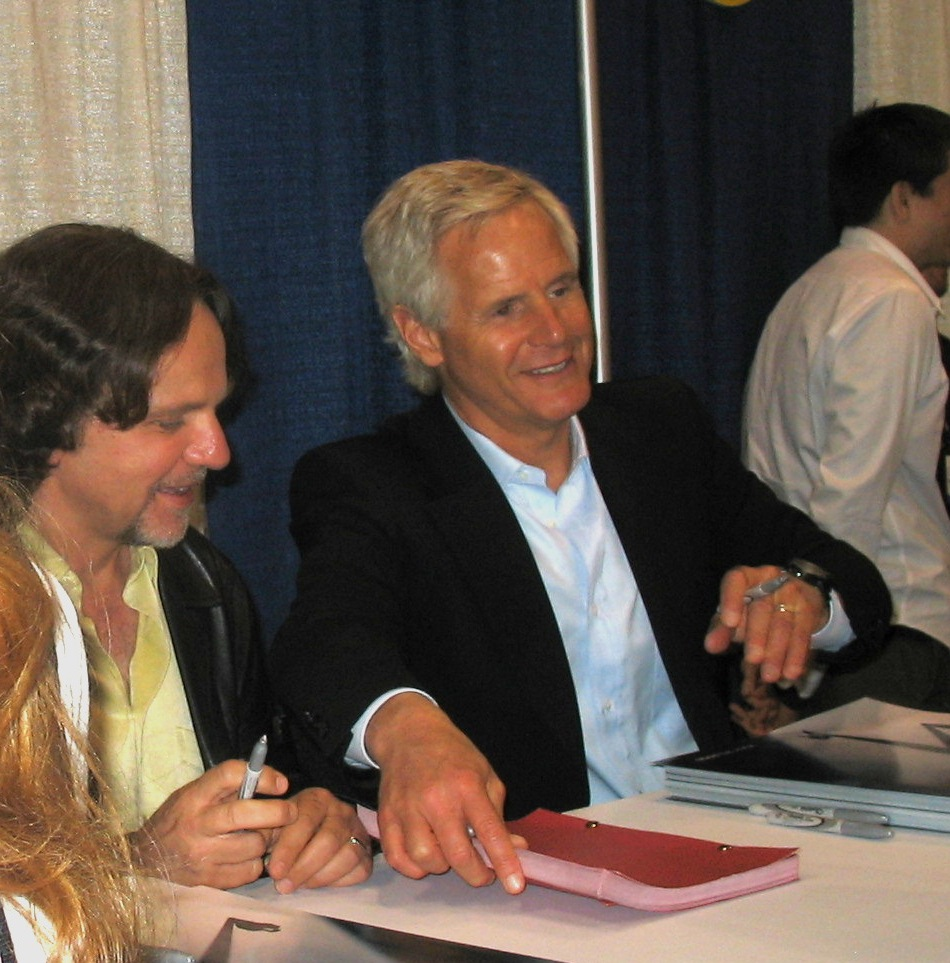
Los escritores Spotnitz (izquierda) y Carter (derecha) habían debatido si el personaje de Scully debería ser diagnosticada con cáncer o no, y finalmente llamaron a la decisión «obligatoria».

Los productores del programa decidieron darle cáncer al personaje de Gillian Anderson, Dana Scully, a principios de la cuarta temporada. El creador de la serie, Chris Carter, inicialmente habló sobre darle cáncer a la madre de Scully, pero decidió que Scully lo sufriera. Carter sintió que la medida le daría al programa una plataforma interesante para discutir temas como la fe, la ciencia, la atención médica y cierto elemento de lo paranormal. Algunos miembros del equipo de redacción sintieron que la decisión fue mala, y la citaron como «una cosa barata de la televisión». Sin embargo, Frank Spotnitz sintió que, dada la aparición de abducidos afectados por cáncer en episodios anteriores, era un movimiento «obligatorio» que Scully hiciera lo mismo.
El episodio fue escrito por Vince Gilligan, John Shiban, y Frank Spotnitz tres días después de que otra idea de guion fracasara. Spotnitz señaló que «Darin Morgan había dejado el programa pero iba a contribuir con un episodio. Y nos dimos cuenta en el último momento que no iba a suceder, y nos quedamos sin nada. John, Vince y yo desglosamos esa historia en tal vez dos días. Dividimos los actos, la escribimos probablemente en otros dos días y le dimos al equipo algo para preparar antes de las vacaciones de Navidad. Eso fue lo peor». Carter terminó reescribiendo el guion durante las vacaciones. El corte inicial terminó siendo demasiado largo, lo que resultó en una escena que presentaba al hermano mayor de Scully, Bill Scully, interpretado por Pat Skipper, siendo eliminada. El personaje, todavía interpretado por Skipper, eventualmente haría su primera aparición en el final de la cuarta temporada «Gethsemane». La escena que habría establecido al personaje pretendía repetir una escena similar en el episodio de la segunda temporada «One Breath», que presentaba a Don S. Davis como el padre de Scully. Ambas escenas mostraban a los actores de pie sobre una Scully supina, vestidos con uniformes de gala blancos de la Armada de los Estados Unidos. También se eliminó del episodio un beso entre Mulder y Scully, que habría sido el primero en la serie. Esta fue una improvisación por parte de Anderson y Duchovny, y se eliminó del episodio porque era algo que Chris Carter sintió que quería usar en la adaptación cinematográfica de la serie. Tal beso finalmente se pospuso para «Triangle» de la sexta temporada .
La escena de apertura del episodio, con una cámara que se mueve lentamente hacia Scully en una luz blanca intensa, se logró construyendo un escenario largo y estrecho cubierto con papel de aluminio, que amplificó la luz que se usaba y minimizó los colores. A esta toma se le quitó el color por completo y se combinó con una serie de efectos de desenfoque y encuadre en la posproducción para mejorar aún más la imagen deseada, para crear la impresión de despertar de un sueño.
Se logró una escena con múltiples clones del personaje Kurt Crawford con fotografía de control de movimiento, lo que permitió al actor David Lovgren interpretar a todos los clones; se grabaron múltiples tomas con el actor en diferentes posiciones dentro de la escena, y usando una cámara controlada por un computadora para seguir exactamente los mismos movimientos para cada toma, estos podrían combinarse sin problemas. El productor Paul Rabwin ha señalado que lograr estas tomas fue difícil debido a la mezcla de fuentes de luz verde y azul en la escena.

## Recepción
«Memento Mori» se estrenó en la cadena Fox el 9 de febrero de 1997. El episodio obtuvo una calificación Nielsen de 11,5 con una participación de 17, lo que significa que aproximadamente el 11,5 por ciento de todos los hogares equipados con televisión y el 17 por ciento de los hogares que miraban televisión sintonizaron el episodio. Un total de 19,10 millones de espectadores vieron este episodio durante su emisión original.
Escribiendo para The A.V. Club, Emily VanDerWerff calificó el episodio con una A, llamándolo «una historia ocasionalmente hermosa, ocasionalmente inquietante, a menudo sobrescrita». Sintió que el episodio tomó la ruta poco común de unir varios aspectos mencionados anteriormente de la mitología de la serie, por lo que «es fácil creer que las piezas podrían unirse en este punto». Sin embargo, VanDerWerff también señaló que los dos hilos principales de la trama del episodio, el cáncer de Scully y la investigación de Mulder, parecían «injertados torpemente» y no exploraban el tema de vivir con el miedo a la muerte tan bien como el episodio anterior, «Never Again», había hecho. Frank Spotnitz elogió el episodio y dijo: «Creo que fue el mejor episodio de mitología que hemos hecho. Es mi favorito». Chris Carter ha declarado que siente que «Memento Mori» se encuentra «entre los mejores episodios de mitología de las nueve temporadas».
Este episodio fue presentado a la Academia de Artes y Ciencias de la Televisión para representar a The X-Files en los Primetime Emmy Awards de ese año. Los escritores de episodios Chris Carter, Vince Gilligan, John Shiban y Frank Spotnitz fueron nominados para un premio Primetime Emmy a la mejor escritura para una serie dramática. Los directores de arte Graeme Murray y Gary Allen y la decoradora de escenarios Shirley Inget ganaron el premio Creative Emmy a la mejor dirección artística en una serie, mientras que la actriz Gillian Anderson también ganó el premio Primetime Emmy a la mejor actriz principal en una serie dramática por su trabajo en este episodio y la cuarta temporada en su conjunto.